# فلبک
فلبک (به آلمانی: Felbecke) یک منطقهٔ مسکونی در آلمان است که در اشمالنبرگ واقع شده‌است. فلبک ۱۵۷ نفر جمعیت دارد.